# Méráb
A Méráb héber eredetű női név, jelentése valószínűleg: gyarapodás, tömeg.

## Gyakorisága
Az 1990-es években szórványos név, a 2000-es években nem szerepel a 100 leggyakoribb női név között.

## Névnapok
ajánlott névnap
- szeptember 21.